# Oleksandr Turtxínov
Oleksandr Valentínovitx Turtxínov (ucraïnès: Олександр Валентинович Турчинов) (nascut el 31 de març 1964) és un polític, guionista i Doctor en Ciències Econòmiques ucraïnès. Va ser President d'Ucraïna després que Víktor Ianukóvitx fos destituït del seu càrrec el 21 de febrer del 2014. És el primer vicepresident del partit polític Unió Panucraïnesa "Pàtria". Turtxínov fou ex officio Primer Ministre, així com Primer Vice Primer Ministre en absència d'un primer ministre després que el govern de Iúlia Timoixenko fos rebutjat el 3 març 2010; mentre la Verkhovna Rada (Parlament ucraïnès) nomenava Mikola Azàrov com a Primer Ministre l'11 de març del 2010.

## Biografia
Oleksandr Turtxínov va néixer a Dnipropetrovsk. Es va graduar a l'Institut Metal·lúrgic de Dnipropetrovsk el 1986, després d'això va treballar a Krivorijstal. És un vell aliat de Iúlia Timoixenko. El 1993 va ser nomenat assessor en temes econòmics del Primer Ministre Leonid Kutxma. Al desembre de 1993, va co-fundar i va esdevenir vicepresident de la Unió Ucraïnesa d'Industrials i Empresaris de. El 1994 va crear el partit polític Hromada juntament amb Pavló Lazarenko. També va ser director de l'Institut de Reformes Econòmiques entre gener de 1994 març de 1998 i va ser director de l'Acadèmia Nacional d'Ucraïna, del Laboratori d'Investigació de l'Economia Submergida de l'Acadèmia Nacional de Ciències d'Ucraïna.

## Vida política
A les eleccions al Parlament d'Ucraïna de 1998 fou elegit diputat al Parlament com a membre del Hromada però després de l'escàndol relacionat amb Pavló Lazarenko, va deixar el grup i el partit (durant el maig del 1999) juntament amb el partit Unió Panucraïnesa "Pàtria" de Iúlia Timoixenko. Fou reelegit diputat el 2002 i el 2006 aquest cop dins del Bloc Iúlia Timoixenko.
El 4 de febrer de 2005, Turtxínov va ser nomenat i va exercir com a primer cap civil del Servei de Seguretat d'Ucraïna (SBU). Al febrer de 2006 els fiscals de l'estat va obrir una causa penal contra Turtxínov i el seu vicedirector a l'SBU Andrii Kojemiakin per destruir un arxiu sobre Semion Moguilévitx, un dels fugitius més buscats per l'FBI, a l'arxiu de l'SBU. El cas va ser desestimat quatre mesos després.
A la primavera del 2008, fou candidat pel Bloc Iúlia Timoixenko i el Bloc la Nostra Ucraïna-Autodefensa Popular candidate per a les eleccions a l'alcaldia de Kíev del 2008, on va quedar segon amb 218,600 vots (19,13% del total de vots).
Al desembre de 2009 durant la campanya de les eleccions presidencials ucraïneses de 2010, Turtxínov acusà el President Víktor Iúsxenko i el líder de l'oposició Víktor Ianukóvitx de coordinar les seves accions en els seus intents d'enderrocar el Segon Govern de Timoixenko.
El 4 de març del 2010, després de la caiguda del segon govern de Timoixenko, l'anterior Primera Ministra Iúlia Timoixenko va dimitir del seu càrrec el 4 de març del 2010 i Turtxínov fou facultat per complir els deures del primer ministre fins que formés un nou govern. L'11 de març era elegit el Govern Azàrov i Mikola Azàrov fou nomenat Primer Ministre el mateix dia.
A les eleccions al Parlament d'Ucraïna del 2012 fou reelegit diputat en la llistes del partit Unió Panucraïnesa "Pàtria".
El 22 de febrer del 2014 fou elegit president de la Verkhovna Rada i, a més fou designat President d'Ucraína en funcions i Primer Ministre en funcions després de la destitució de Víktor Iaunkóvitx.

## Controvèrsia
L'agost de 2007, Turtxínov va respondre a l'acusació que la seva postura sobre el matrimoni entre persones del mateix sexe és normalment conservadora: "no hi estic d'acord. Si un home té punts de vista normals, llavors l'etiqueteu de conservador, però els que usen drogues o promouen la sodomia els etiqueteu com a persones progressistes. Tot això són perversions ".

Alguns documents de Wikileaks asseguren que Turtxínov, llavors cap del SBU d'Ucraïna, hauria destruït documents que implicarien Iúlia Timoixenko en suposades connexions amb el cap del crim organitzat Semion Moguilévitx.

## Activitats no oficials
El 2004, Turtxínov va publicar un llibre titulat "Il·lusió de la por". El 2005 ell també va escriure un guió per a la pel·lícula del mateix nom basada en el llibre. La pel·lícula va ser estrenada a Ucraïna el setembre de 2008 i va ser presentada per Ucraïna per optar a l'Oscar a la millor pel·lícula de parla no anglesa.